# Yo soy fotogénico
Yo soy fotogénico (en italiano: Sono fotogenico) es una película de comedia italiana dirigida por Dino Risi y protagonizada por Renato Pozzetto y Edwige Fenech. Se proyectó fuera de concurso en el Festival de Cannes.

## Reparto
- Renato Pozzetto - Antonio Barozzi
- Edwige Fenech -  Cinzia Pancaldi
- Aldo Maccione  -  Pedretti, el abogado
- Julien Guiomar  - Carlo Simoni
- Michel Galabru  -  Del Giudice, el productor
- Gino Santercole -  Sergio
- Massimo Boldi  -  Sandro Rubizzi
- Paolo Baroni  -  Paolino
- Attilio Dottesio  -  Attilio Turchese